# Strigiformes
Las rapaces nocturnas o estrigiformes (Strigiformes) son un orden de aves compuesto por la familias Tytonidae (lechuzas), y la familia Strigidae que incluye búhos, mochuelos, tecolotes, autillos, cárabos, el ñacurutú y el chuncho, entre otras. Se encuentran en todo el mundo, excepto en la Antártida, la mayor parte de Groenlandia y en algunas islas remotas. Son grandes cazadores, de hábitos generalmente nocturnos y solitarios. Se alimentan principalmente de pequeños mamíferos, insectos y otras aves, aunque algunas especies se especializan en la pesca. Este vocablo en su etimología viene del latín strix o strigis,  y del griego στριγξ (strigx) o στριγγος (striggos), que significa "lechuza", y por ello el nombre de este orden significa "con forma de lechuza o de búho".

## Anatomía

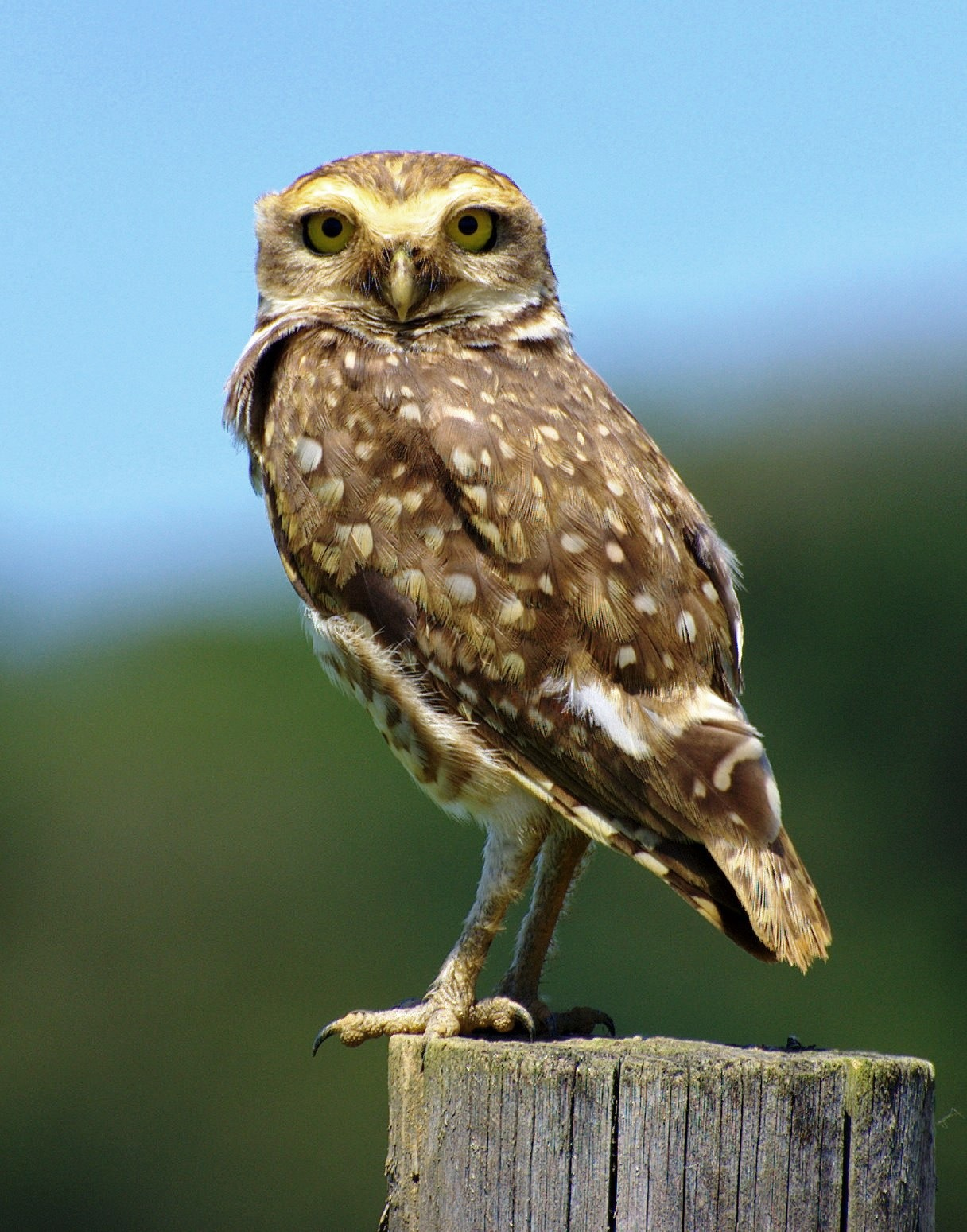
Lechucita vizcachera (Athene cunicularia)

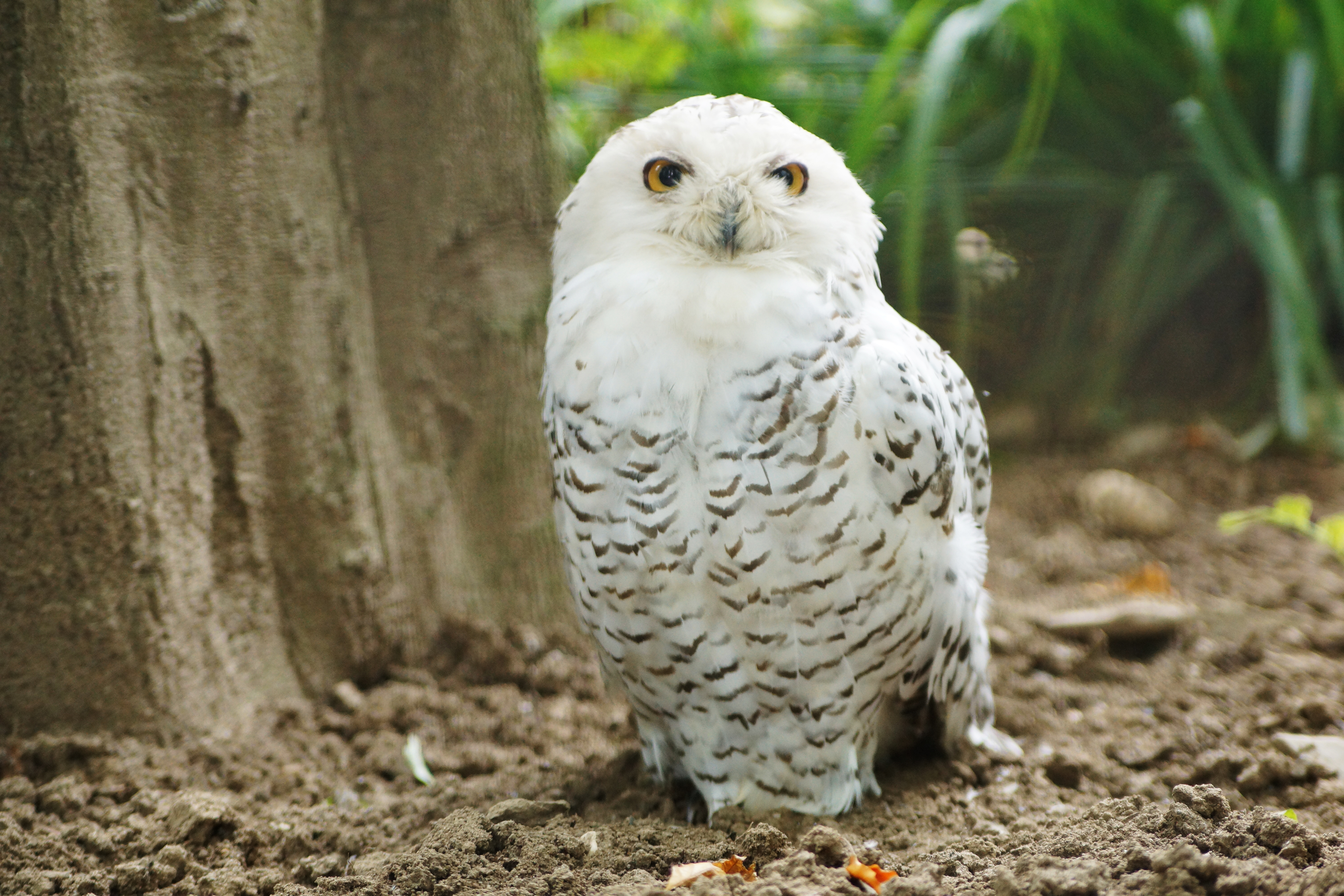
Búho nival

Los búhos poseen grandes ojos y agujeros para las orejas orientados hacia delante, un pico similar al de un halcón, una cara plana y, por lo general, un llamativo círculo de plumas, un disco facial, alrededor de cada ojo. Las plumas que componen este disco pueden ajustarse para enfocar con nitidez los sonidos procedentes de distintas distancias en las cavidades auditivas de los búhos, situadas asimétricamente. La mayoría de las aves rapaces tienen los ojos a los lados de la cabeza, pero la naturaleza estereoscópica de los ojos del búho, orientados hacia delante, permite una mayor percepción de la profundidad, necesaria para cazar con poca luz. Aunque los búhos tienen visión binocular, sus grandes ojos están fijos en sus órbitas —como los de la mayoría de las demás aves—, por lo que deben girar toda la cabeza para cambiar de vista. Como los búhos son hipermétropes, no pueden ver con claridad nada que se encuentre a pocos centímetros de sus ojos. Los búhos pueden palpar las presas que atrapan gracias a las filoplumas, plumas pilosas del pico y las patas que actúan como "antenas". Su visión lejana, sobre todo con poca luz, es excepcionalmente buena.
Los búhos pueden girar la cabeza y el cuello hasta 270°. Los búhos tienen 14 vértebras en el cuello, frente a las siete de los humanos, lo que hace que su cuello sea más flexible. También tienen adaptaciones en su sistema circulatorio, lo que permite la rotación sin cortar el riego sanguíneo al cerebro: los agujeros de las vértebras por los que pasan las arterias vertebrales tienen unas 10 veces el diámetro de la arteria, en lugar de ser del mismo tamaño como en los humanos; las arterias vertebrales entran en las vértebras cervicales a mayor altura que en otras aves, lo que da a los vasos cierta holgura, y las arterias carótidas se unen en una anastomosis o unión muy grande, la mayor de cualquier ave, lo que impide que se corte el suministro de sangre mientras giran el cuello. Otras anastomosis entre las arterias carótidas y vertebrales apoyan este efecto.
El búho más pequeño, que pesa tan sólo 31 g (1+3⁄32 oz) y mide unos 13,5 cm (5+1⁄4 in), es el búho duende (Micrathene whitneyi). De aproximadamente el mismo tamaño, aunque ligeramente más pesados, se encuentran el menos conocido búho de bigotes largos (Xenoglaux loweryi) y el búho pigmeo de Tamaulipas (Glaucidium sanchezi). Los búhos más grandes son dos búhos reales de tamaño similar: el búho real euroasiático (Bubo bubo) y el búho pescador de Blakiston (Bubo blakistoni). Las hembras más grandes de estas especies miden 71 cm (28 in) de largo, tienen una envergadura de 190 cm (75 in) y pesan 4,2 kg (9+1⁄4 lb).
Diferentes especies de búhos producen diferentes sonidos; esta distribución de llamadas ayuda a los búhos a encontrar pareja o anunciar su presencia a posibles competidores, y también ayuda a los ornitólogos y observadores de aves a localizar estas aves y distinguir las especies. Como ya se ha indicado, los discos faciales ayudan a los búhos a canalizar el sonido de las presas hacia sus oídos. En muchas especies, estos discos están colocados asimétricamente, para una mejor localización direccional.
El plumaje de los búhos es generalmente críptico, aunque varias especies tienen marcas faciales y en la cabeza, como máscaras faciales, penachos en las orejas e iris de colores brillantes. Estas marcas suelen ser más comunes en las especies que habitan en hábitats abiertos, y se cree que las utilizan para señalizarse con otros búhos en condiciones de poca luz.

### Dimorfismo sexual

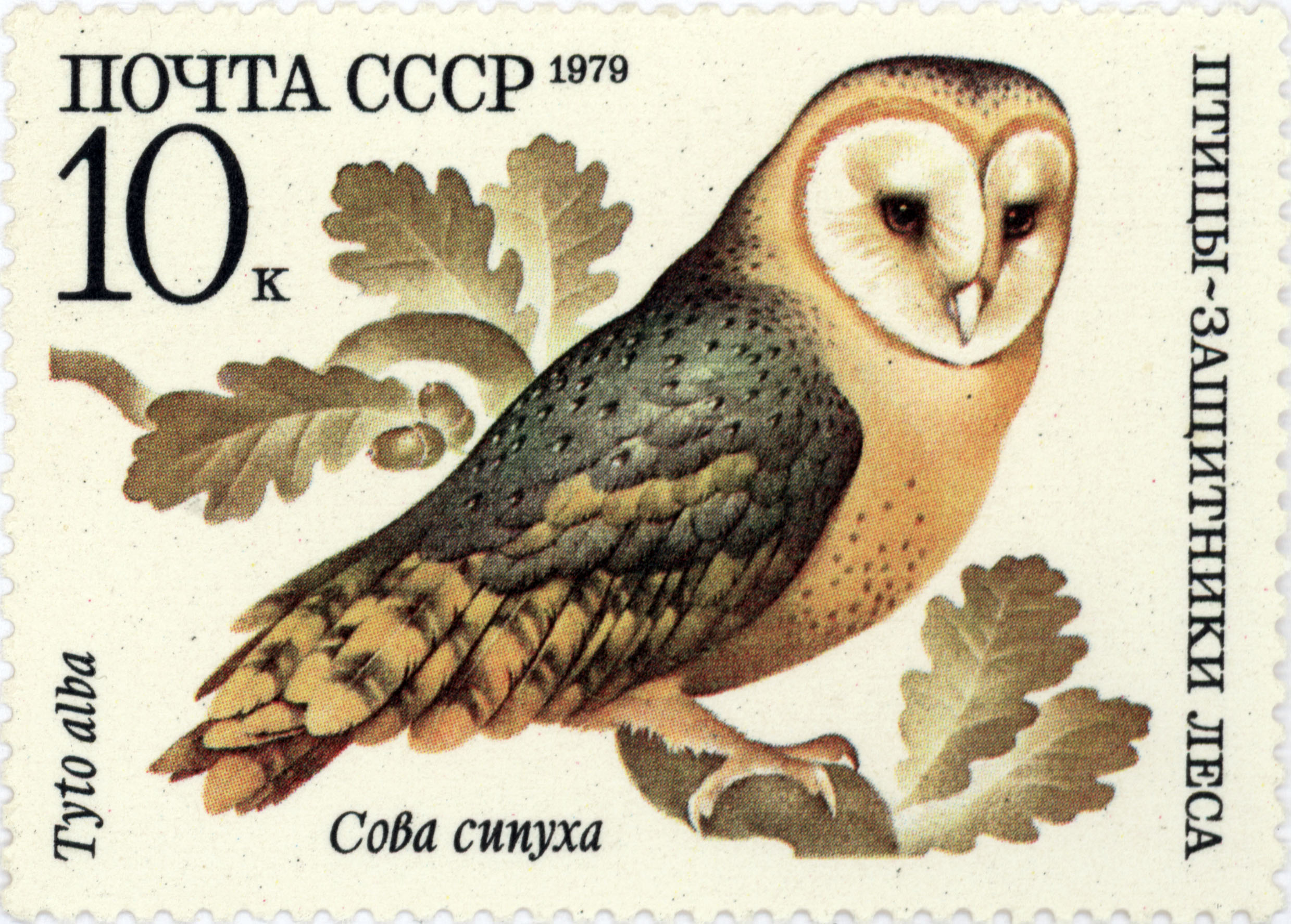
Sello de la URSS, 1979

El dimorfismo sexual es una diferencia física entre machos y hembras de una especie. Los búhos hembras son típicamente más grandes que los machos. El grado de dimorfismo de tamaño varía en múltiples poblaciones y especies, y se mide a través de diversos rasgos, como la distancia alar y la masa corporal.
Una teoría sugiere que la selección ha llevado a los machos a ser más pequeños porque les permite ser forrajeros eficientes. La capacidad de obtener más alimento es ventajosa durante la época de cría. En algunas especies, las hembras de búho permanecen en el nido con los huevos, mientras que es responsabilidad del macho llevar la comida al nido. Si el alimento es escaso, el macho se alimenta primero a sí mismo antes de alimentar a la hembra. Los pájaros pequeños, que son ágiles, son una importante fuente de alimento para los búhos. Se ha observado que los búhos de madriguera machos tienen las cuerdas alares más largas que las hembras, a pesar de ser más pequeños que éstas. Además, se ha observado que los búhos tienen aproximadamente el mismo tamaño que sus presas.  Esto también se ha observado en otras aves depredadoras, lo que sugiere que los búhos con cuerpos más pequeños y largas cuerdas alares han sido seleccionados debido a la mayor agilidad y velocidad que les permite atrapar a sus presas.
Otra teoría popular sugiere que las hembras no han sido seleccionadas para ser más pequeñas como los búhos machos debido a sus roles sexuales. En muchas especies, las hembras de búho no abandonan el nido. Por lo tanto, las hembras pueden tener una masa mayor que les permita estar más tiempo sin pasar hambre. Por ejemplo, un papel sexual hipotético es que las hembras más grandes son más capaces de desmembrar presas y alimentar con ellas a sus crías, de ahí que los búhos hembras sean más grandes que sus homólogos machos.
Una teoría diferente sugiere que la diferencia de tamaño entre machos y hembras se debe a la selección sexual: dado que las hembras grandes pueden elegir a su pareja y pueden rechazar violentamente los avances sexuales de un macho, es más probable que hayan sido seleccionados búhos machos más pequeños que tengan la capacidad de escapar de las hembras no receptivas.
Si el carácter es estable, puede haber diferentes óptimos para ambos sexos. La selección opera en ambos sexos al mismo tiempo; por lo tanto, es necesario explicar no sólo por qué uno de los sexos es relativamente más grande, sino también por qué el otro sexo es más pequeño. Si los búhos siguen evolucionando hacia cuerpos más pequeños y cuerdas alares más largas, según la Teoría Evolutiva del Sexo de V. Geodakyan, los machos deberían estar más avanzados en estos caracteres. Los machos son vistos como la vanguardia evolutiva de una población, y el dimorfismo sexual en el carácter, como una "distancia" evolutiva entre los sexos.  La "regla filogenética del dimorfismo sexual" establece que si existe un dimorfismo sexual en cualquier carácter, entonces la evolución de este rasgo va desde la forma femenina hacia la masculina.

### Adaptaciones cinegéticas
Todas las lechuzas son rapaces carnívoras y se alimentan de insectos, pequeños roedores y lagomorfos. Algunos búhos también están específicamente adaptados para cazar peces. Son muy hábiles cazando en sus respectivos entornos. Dado que los búhos se pueden encontrar en casi todas las partes del mundo y en multitud de ecosistemas, sus habilidades y características de caza varían ligeramente de una especie a otra, aunque la mayoría de las características son compartidas entre todas las especies.

## Otras características
Los dedos tienden en las estrigiformes a separarse dos a dos, y el pico, como en los loros, es muy ganchudo y presenta la base cubierta por una cera. Los caracteres distintivos del orden están principalmente en los ojos y en los oídos. Aquellos son muy grandes y en vez de estar situados a los lados de la cabeza, se hallan orientados hacia adelante (como entre los mamíferos ocurre con los primates) y cada uno de ellos está rodeado por un gran disco de plumas, el disco facial, limitado por una circunferencia de plumas pequeñas, duras y rizadas. Aunque los búhos tienen visión binocular, sus ojos están fijos en su lugar y tienen que girar toda su cabeza para mirar hacia otra dirección. Son hipermétropes y no pueden ver nada a unos centímetros de sus ojos. Sin embargo, su visión, particularmente con luz escasa, es excelente.
En cuanto a los oídos, son muy grandes y presentan en el exterior notables repliegues de piel, como si tendiesen a formar una oreja, con la particularidad de que ésta ofrece a cada lado, en la mayor parte de los casos, formas distintas. Este carácter no se nota a simple vista por estar ocultos los oídos bajo plumas; pero es curioso que muchas especies tienen sobre la cabeza unas a modo de falsas orejillas o cuernecillos, formados por grupos de plumas tiesas. El plumaje de estas aves es muy espeso y muy blando, pareciéndose al de los chotacabras, y la mayor parte de las especies se asemejan también a éstos en el color, que es una mezcla de diferentes matices amarillos, rojizos, pardos y negros.

## Hábitos

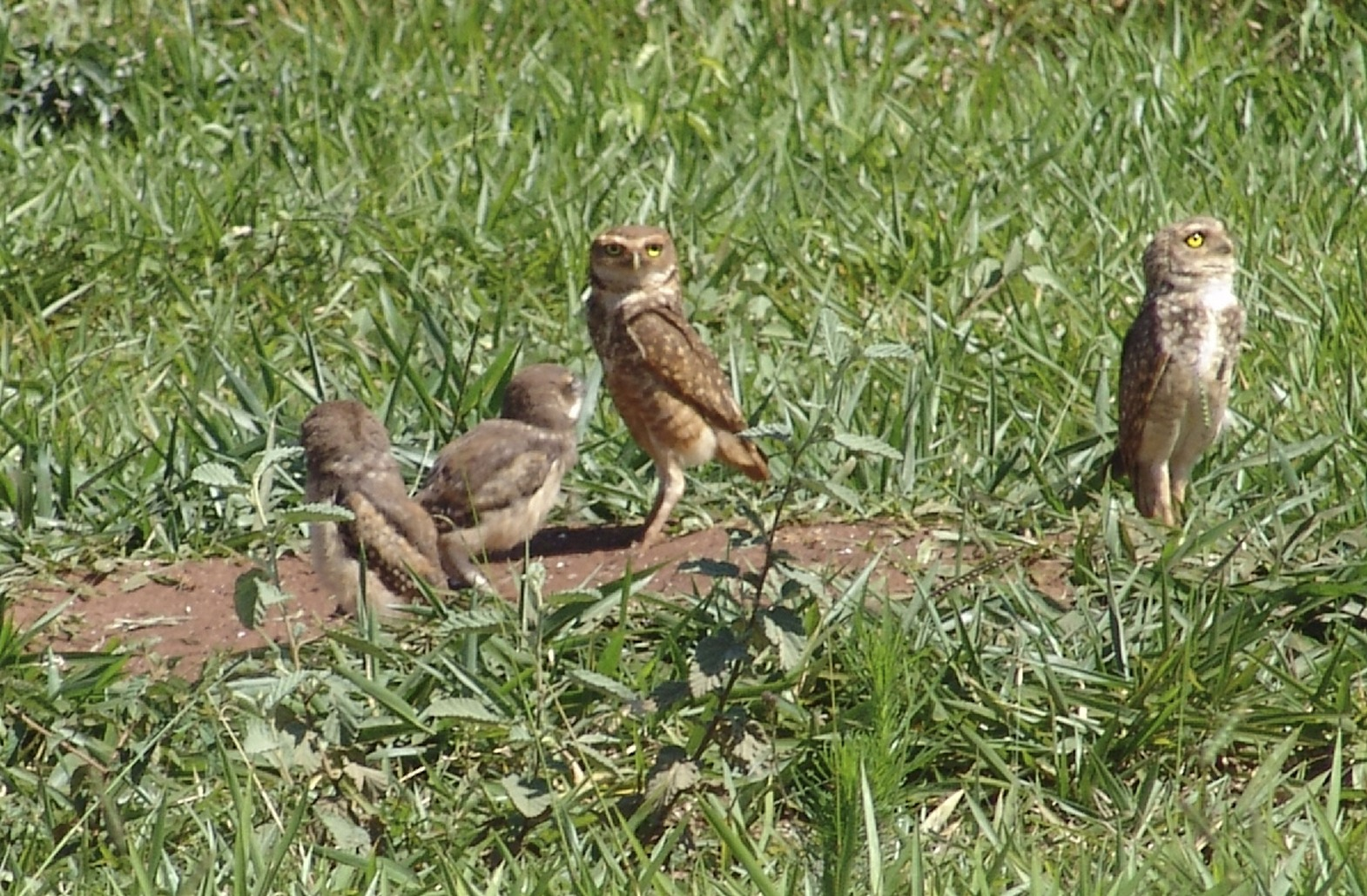
Athene cunicularia, mochuelo de madriguera, tecolote llanero o pequén.

Casi todas las estrigiformes son nocturnas y se alimentan de presas vivas, tales como pequeños mamíferos, pajarillos, ranas, etc., que devoran enteros; luego regurgitan unas egagrópilas u ovillos formados por trozos de huesos, pelos y demás partes que por su naturaleza no pueden digerir. Muchos búhos pueden cazar en total oscuridad guiándose por el sonido. Su disco facial ayuda a dirigir el sonido de sus presas hacia los oídos. Muchas especies poseen plumas suaves que les permiten volar sin hacer ruido, y de esta forma oír los chillidos o los crujidos que se producen en el suelo. Un ejemplo de estrigiforme diurna es Athene cunicularia que habita en casi toda América.
Los huevos que ponen las hembras son casi esféricos, y por completo blancos. Sus nidos son rudimentarios y pueden estar situados en árboles, madrigueras, establos y cuevas.

## En el folclore

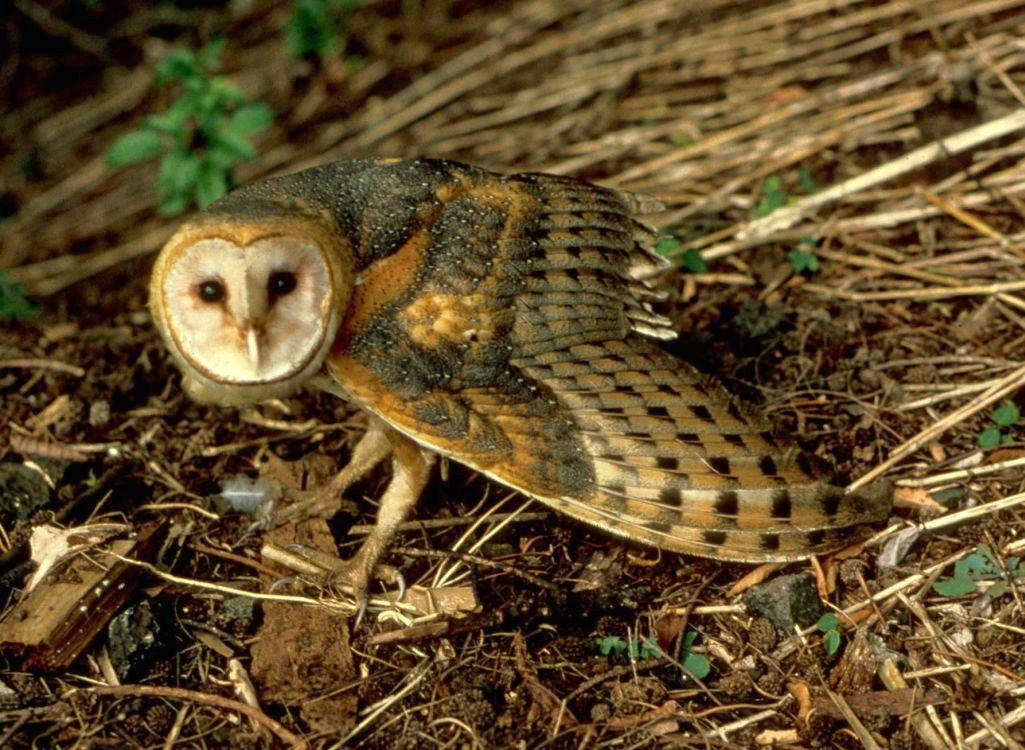
Tyto alba, lechuza común o lechuza de los campanarios.

- Aunque a veces se ha dicho que el ave que acompaña a Atenea o Minerva es una lechuza, en realidad es el Mochuelo europeo.

- En el folclore de Chile y parte de Argentina, los búhos y lechuzas son considerados un tipo de ave agorera (ave de mala suerte); siendo relacionados con el mito del temido Chonchón.

- Entre los vascos, el búho es considerado un animal poco inteligente. En euskera, los términos para búho o lechuza (hontza, mozoloa) son sinónimos de imbécil aplicados a una persona.

- En Canarias (España) se les llama Corujas.

- En la cultura japonesa, los búhos son símbolos de la muerte y ver uno se considera de mala suerte.

- En la cultura rumana, escuchar el sonido producido por estas aves es una indicación de que alguien va a morir en el vecindario, debido a que el sonido es parecido a un lamento.

- Los romanos los consideraban aves funerarias, por sus actividades nocturnas y por tener sus nidos en lugares poco accesibles, por lo que ver a un búho en el día se consideraba de mala suerte.

- Algunos creen que la lechuza o el búho sí es de buena suerte y atrae al dinero.

- Debido a que suelen seguir a sus presas y otros objetos, casi continuamente con su mirada y que tiene una gran flexibilidad en las vértebras y músculos del cuello, es común la creencia de que los búhos y lechuzas pueden girar 360° sus cabezas (es decir, dar una vuelta completa sobre su eje). Esto ha sido afirmado por mucha gente en calidad de testigos presenciales. Lo cierto es que los Strigiformes pueden girar mucho la cabeza en torno de su eje de simetría (pero nunca 360°) y volver a poner muy velozmente la cabeza en la posición inicial, lo que al ojo humano le crea la ilusión óptica  de que la cabeza haya girado completamente sobre su cuerpo.